# Olios darlingtoni
Olios darlingtoni är en spindelart som beskrevs av Bryant 1942. Olios darlingtoni ingår i släktet Olios och familjen jättekrabbspindlar.
Artens utbredningsområde är Puerto Rico. Inga underarter finns listade i Catalogue of Life.